# Ecotopia
Ecotopia: The Notebooks and Reports of William Weston is een Amerikaanse utopische roman door Ernest Callenbach, verschenen in 1975. 
In de roman bezoekt de Amerikaanse journalist William Weston het twintig jaar eerder afgescheiden land Ecotopia (de westkust van de Verenigde Staten uitgezonderd Zuid-Californië) waar hij in contact komt met nieuwe groene technologieën en alternatieve levenswijzen. 
Ecotopia werd geïnspireerd door de tegencultuur van de jaren 60 en 70.  Het boek werd een cultroman en had een grote invloed op de nog jonge milieubeweging.
In 1981 verscheen van dezelfde auteur Ecotopia Emerging, een prequel op Ecotopia waarin de sociale processen die aan de basis lagen van Ecotopia's ecologisch separatisme uit de doeken worden gedaan.